# Erioptera (Erioptera) apicialba
Erioptera (Erioptera) apicialba is een tweevleugelige uit de familie steltmuggen (Limoniidae). De soort komt voor in het Neotropisch gebied.